# Aivaras Baranauskas
Aivaras Baranauskas (Alytus, 6 april 1980) is een Litouws voormalig wielrenner, die zowel op de weg als op de baan actief was.

## Carrière
Bij de Olympische Zomerspelen 2004 in Athene werd Baranauskas achtste op het onderdeel Ploegenachtervolging, samen met Linas Balčiūnas, Tomas Vaitkus en Raimondas Vilčinskas.
In 2005 werd hij Litouws kampioen op de weg bij de profs. Vanaf 1 augustus kon hij als stagiair aan de slag bij Agritubel, waar hij ook de twee jaar daarop reed. In 2006 behaalde hij nog enkele ereplaatsen in de Drei-Länder-Tour en de Ronde van de Middellandse Zee.

## Belangrijkste overwinningen
2001
- Internatie Reningelst

2003
- 11e etappe Vuelta a las Americas
- GP de Beuvry la Forêt
- Zwevegem

2004
- Wereldbekerwedstrijd ploegenachtervolging op de baan Moskou (met Linas Balciunas, Tomas Vaitkus en Raimondas Vilcinskas)
- 2e etappe Ronde van Bulgarije

2005
- GP de la Ville de Pérenchies
- Litouws kampioen op de weg, Elite

2008
- GP de Beuvry la Forêt

## Resultaten in voornaamste wedstrijden
| Jaar | Parijs-Roubaix |
| ---- | -------------- |
| 2006 | 41e            |
| 2007 | 37e            |